# Nyaminoso
Nyaminoso är ett periodiskt vattendrag i Burundi.   Det ligger i provinsen Makamba, i den södra delen av landet, 110 km sydost om huvudstaden Bujumbura.
Omgivningarna runt Nyaminoso är en mosaik av jordbruksmark och naturlig växtlighet. Runt Nyaminoso är det ganska tätbefolkat, med 93 invånare per kvadratkilometer.